# فرانکو کاوالو
فرانکو کاوالو (انگلیسی: Franco Cavallo; ۲۶ سپتامبر ۱۹۳۲ – ۹ ژانویهٔ ۲۰۲۲) قایقران قایق بادبانی اهل ایتالیا بود.